# C/1947 F2 Becvar
C/1947 F2 Becvar è una cometa non periodica scoperta il 27 marzo 1947 dall'astronomo ceco Antonín Bečvář.

## Orbita
La cometa ha due particolarità: un'orbita retrograda e una piccola MOID con la Terra di sole 0,0246 UA, pari a poco più di tre milioni e mezzo di km.
La piccola MOID ha fatto ipotizzare all'astronomo francese Roger Rigollet che la cometa possa dare origine ad uno sciame meteorico con radiante nei pressi della stella Delta Serpentis e picco massimo attorno all'11-12 febbraio: lo sciame sembra essere stato attivo in passato, ma necessita di conferma; il fatto che la cometa abbia un'orbita parabolica o a lunghissimo periodo rende praticamente impossibile ottenere questa conferma .